# Arios

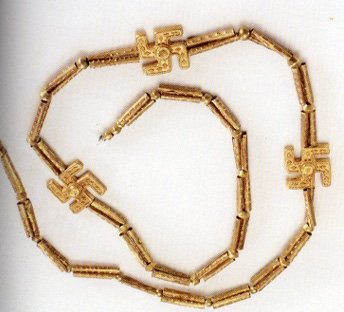
En 1894, el conservador del Departamento de Antropología Prehistórica del Museo Nacional de Estados Unidos afirmó: «Se cree que la esvástica es uno de los símbolos más antiguos de los arios; se estima que representa a Brahmá, Visnú y Shiva». Este ejemplar está datado en el I milenio a. C. y fue hallado cerca de la región iraní de Guilán. En la actualidad se encuentra en el Museo Nacional de Irán.

El término ario (en indoiranio *arya) se usó originalmente como una autodenominación por parte de los pueblos indoiranios en la Edad Antigua, en contraste con los pueblos «no indoarios» o «no iranios». La idea de ser ario era religiosa, cultural y lingüística, aunque también étnica, puesto que a partir de ella se creó un sistema de castas que separaba a la población de acuerdo con su origen étnico Es una palabra derivada del sánscrito. El avéstico cognado del término sánscrito es airya y el equivalente en persa antiguo es ariya. Aunque la raíz *h₂er(y)ós ('un miembro del grupo al que uno pertenece, en contraste con un forastero') es muy probablemente de origen protoindoeuropeo (PIE), el uso de Arya como autodenominación etnocultural solo aparece entre los pueblos indoiranios, y no se sabe si los hablantes de protoindoeuropeo tenían un término para designarse a sí mismos como grupo.
Desde el siglo XIX, se tomó el término protoindoiranio para referirse no solo a los indoiranios propiamente dichos, sino también a los hablantes de protoindoeuropeo en conjunto. 
En la década de 1850, el escritor francés Arthur de Gobineau adoptó el término «ario» como categoría racial. Por medio de las obras de Houston Stewart Chamberlain, las ideas de Gobineau influyeron más tarde en la ideología racial nazi. La aceptación del concepto de raza aria alcanzó su auge durante el III Reich gobernado por Adolf Hitler. Las atrocidades cometidas en nombre de esta ideología racial han llevado a los académicos a evitar el término «ario», que ha sido reemplazado en la mayoría de los casos por «indoiranio», y sólo la rama del sur de Asia sigue llamándose «indoaria». Algunos etnólogos del siglo XIX especularon sobre la existencia de un pueblo prehistórico racial y lingüísticamente homogéneo, del que todos los pueblos indoeuropeos modernos son descendientes en mayor o menor medida. El concepto ha sido usado para legitimar postulados sobre el origen cultural de los pueblos.

## Origen del concepto
Durante el siglo XIX, el trabajo comparativo de los lingüistas demostró el parentesco filogenético entre la mayor parte de las lenguas europeas y un buen número de lenguas del Oriente Medio e India. El trabajo de los lingüistas neogramáticos demostró más allá de toda duda que existía un parentesco filogenético e histórico identificable entre el antiguo avéstico, el antiguo sánscrito y los principales grupos de lenguas europeas que incluyen al latín (itálico) y al griego, todas las lenguas germánicas, célticas y eslavas. La amplitud de difusión de dichas lenguas y los logros históricos de los pueblos antiguos que las hablaron, iniciaron la especulación filosófica sobre el pueblo originario de todas las naciones indoeuropeas históricas conocidas. Esta investigación empezó en la Biblia, buscando la lengua jafética pre-Babel.
Tras el trabajo lingüístico hubo mucha especulación sobre el «pueblo» que hablaba el protoindoeuropeo reconstruido mediante la lingüística histórica. Si bien el trabajo lingüístico difícilmente puede ir más allá de arrojar cierta luz sobre la cultura material y posiblemente la existencia probable de ciertas instituciones culturales, las especulaciones extralingüísticas rápidamente pasaron a ser especulaciones raciales y religiosas sin sustento lingüístico.
El propio concepto de raza aria nació como resultado de estas especulaciones débilmente fundadas en el trabajo de la lingüística histórica. Diversos autores postularon la existencia de un antiguo pueblo ario, a partir de cuya lengua se habían originado las lenguas de Europa. A estos ancestros se les da el nombre de arios, tomado de la palabra sánscrita y avéstica arya, que significa ‘noble’ o ‘gentil’.
La relación idiomática se considera consecuencia de migraciones provenientes del este de los montes Urales. Se producirían dos oleadas: una emigró hacia el sur de Asia, cuyos descendientes son los pueblos iranios (Irán, Armenia, Afganistán, Tayikistán, Beluchistán, Kurdistán) y los pueblos indostánicos (India, Bangladés, Sri Lanka y Pakistán), y la otra oleada emigró hacia Europa, sobre todo a las zonas meridionales, como Italia y Grecia. 
Hay que señalar que en el Rigveda (el texto más antiguo de la India, de mediados del II milenio a. C.), la palabra ario no se emplea nunca con connotaciones raciales, sino en sentido de etnia, nación o pueblo. Aún se utiliza por el zoroastrismo, el budismo, el jainismo y el hinduismo con el significado de ‘noble’ o ‘espiritual’, como también denominando una cualidad espiritual divina: renacido, nacido dos veces, que renació después de un rito de paso. Según la historiografía, el propio Buda acoge este término cuando se identifica ante el Rey Bimbisara diciendo:

«Oh Rey, hay un país en las pendientes nevadas del Himalaya, cuyo pueblo está dotado de riqueza y valor y se ha asentado en la frontera de Kosala. Por clan son arios de la raza solar, shakyas por nacimiento. De esa familia procedo y no deseo cosas mundanas. Contemplando la miseria de los deseos y pasiones, considerando la renuncia como fuente de paz, me esfuerzo en seguir mi camino, y el nirvana es mi objetivo». - Siddhartha Gautama, siglo V a. C.

## Concepto histórico

### Protoindoeuropeos
Max Müller y otros filólogos del siglo XIX teorizaron que el término *arya era usado como una autodescripción de los protoindoeuropeos, quienes eran a menudo referidos en esta época como los «arios primitivos». Por extensión, la palabra llegó a ser usada en Occidente para los hablantes indoeuropeos como un conjunto. H. Chavée en 1867 emplea el término en este sentido (aryaque). Pero esto nunca tuvo un uso frecuente entre lingüistas, precisamente por estar ya reservado el término *arya para indoiranio. G. I. Ascoli usó en 1854 el término arioeuropeo, un compuesto «ario-europeo» con la misma base lógica que «indo-europeo», el término que ha solido utilizarse desde 1830. Sin embargo, el uso de ario como un sinónimo de indoeuropeo se extendió en el uso popular (no lingüístico) al término del siglo XIX.

### Indoarios
Existe evidencia de hablantes de indoario en Mesopotamia alrededor del año 1500 a. C. en forma de palabras prestadas al dialecto mitani de los hurritas, los hablantes de los que se especula que podrían haber tenido una clase gobernante indoaria. Al mismo tiempo y de una forma aproximada, los indoarios se asocian con la civilización védica, que data del mismo período. Son llamados a veces arios védicos porque se cree que trajeron los Vedas al subcontinente indio después de que los arios migraran a esa región (esta teoría se contrarresta con la «teoría de fuera de India»). En la antigua India, el término 'aryavarta', significando «morada de los arios», fue usado para referirse a la parte septentrional del subcontinente indio.
Los hablantes contemporáneos de lenguas indoarias se extienden por la mayor parte del norte del subcontinente indio. Los hablantes indoarios existen fuera del subcontinente indio, incluyendo a los gitanos, el lenguaje del pueblo gitano. Además del romaní, el parya es hablado en Tayikistán, el jataki en Ucrania y el domari a través del Oriente Medio.

### Iranios
Desde tiempos ancestrales, los persas han usado el término ario como una designación racial en un sentido étnico para describir su parentesco y su lengua, y su tradición ha continuado contemporáneamente entre los iranios. De hecho, el nombre Irán es un cognado de ario y significa «tierra de los arios». No obstante, muchos de estos usos son además inteligibles si se comprende la palabra ario en su sentido de «noble» o «espiritual».
Darío I el Grande, rey de Persia (521-486 a. C.), en una inscripción en Naqsh-e Rostam (cercano a Shiraz en el contemporáneo Irán), proclama: «Yo soy Darío el gran rey… Un persa, hijo de un persa, un ario (noble), teniendo un linaje ario (noble)…». Además llama a su lengua la «lengua aria», comúnmente conocida contemporáneamente como persa antiguo. De acuerdo con la Encyclopædia Iranica, «el mismo concepto étnico se mantuvo en siglos posteriores» y fue asociado con la «nobleza y el señorío». (p. 681)
La palabra ha llegado a ser una terminología técnica en la teología del zoroastrismo, pero se ha usado siempre por los iraníes también como el término étnico.

## Especulaciones sobre la raza aria
Debido al uso histórico racista de Ario, y especialmente el de raza aria en conexión con la propaganda del nazismo, la palabra se evita a veces en Occidente por sus connotaciones, al igual que el símbolo de la esvástica. Actualmente, India e Irán son los únicos países que usan la palabra ario como una denominación demográfica. Aria es además un nombre común de varón en India, Afganistán e Irán.

### La cuestión de la patria de los arios
Todavía se debaten los orígenes de los antiguos arios en términos geográficos. El avéstico era el idioma de la antigua Persia, que coincide a grandes rasgos con los actuales Irán, Afganistán y Tayikistán. El sánscrito se asocia con Pakistán y el norte de la India (al este de Persia). El nombre nativo (y actual) de Persia, Irán, es una variante de Arian (de hecho, es aria + an, ‘país de los arios’, donde -an es un sufijo persa de localización). Por otra parte, como ya se ha visto, los gobernantes de Persia se llamaron a sí mismos arios. Darío I el Grande, rey de Persia (521-486 a. C.) hace constar en una inscripción en Naqsh-e Rostam, cerca de Shiraz (Irán): Yo soy Darío, el Grande, [...], persa, hijo de persa, un ario, de linaje ario... El Avesta también da noticia de una patria llamada Airianem Vaeyaj (la tierra de origen de los arios), desde la cual se supone que los arios emigraron.
Estas y otras pistas sugieren la existencia de un pueblo ario, cuyos descendientes, los aqueménidas (entre cuyos reyes destacaron Ciro II y Darío I el Grande), existieron y lo proclamaron. No obstante, todas estas expresiones se entienden igualmente si damos a la palabra «ario» el sentido del simple adjetivo ‘noble’.
Esta pista dio origen a la búsqueda de la patria aria primigenia y así ―según se creía― a los orígenes de los pueblos europeos. Muchos estudiosos afirmaron que los arios habrían tenido su origen en las estepas de Asia central, lo cual correspondería al centro de la actual Rusia, desde las cuales en torno al año 1800 a. C. habrían emigrado hacia el oeste llegando a Europa y además hacia el sur de Asia, alcanzando las zonas de Afganistán, Tayikistán, Irán, Pakistán, Bangladés y el norte de la India. La dispersión de los arios vendría a explicar cómo sucedió que las lenguas indoeuropeas tuvieran tal expansión por Europa y Asia. Igualmente se pensó que los arios vinieron como conquistadores desplazando a pueblos anteriores. Pudieron llevar a cabo la conquista de territorios tan dilatados gracias a su estilo de vida nómada, el empleo del caballo y los vehículos con ruedas, como los carros, lo que les confirió una ventaja militar crucial. Este modelo de conquista y sustitución cultural fue en un momento ampliamente aceptado, pero hoy se rechaza por lo general, al menos en lo que respecta a Europa. La conquista, si llegó a tener lugar, fue un fenómeno local. No hay pruebas de guerras generalizadas o sustitución cultural. Asimismo es difícil concluir a partir de artefactos anteriores a la escritura qué idioma hablaban los pueblos que realizaron esas conquistas, ya que podrían haber sido las de un grupo indoeuropeo sobre otro igualmente indoeuropeo.

### La cultura de los arios
Los datos más fiables de su cultura material proceden de los nombres comunes de animales, metales, plantas y tecnologías que podrían remontarse al protoindoeuropeo más antiguo. Los nombres no compartidos por varias de las ramas corresponden, por el contrario, a innovaciones posteriores surgidas después de la dispersión de pueblos indoeuropeos. La paleontología lingüística examina el vocabulario compartido y reconstruye aspectos de la cultura material y la tecnología existente.
La cultura inmaterial, los mitos y creencias son mucho más difíciles de reconstruir o conocer con seguridad. Existen raíces comunes entre las culturas de la antigua Persia y la India y Europa. También parecen hallarse relaciones con otros pueblos cercanos, como los hititas y los habitantes de Mitani. Diversos autores han tratado de reconstruir aspectos comunes a la tradición de los pueblos indoeuropeos más antiguos, y basándose en ellas han postulado que la cultura ancestral pudo incluir la adoración de dioses similares a Indra, Váruna, Agni y Mitra, así como el empleo ritual de una bebida alucinógena llamada soma, posiblemente un extracto del hongo Amanita muscaria o efedra, adormidera, cánabis y una planta bulbosa típica de Pakistán. Sin embargo, a medida que se produjo la separación y migración de las distintas poblaciones, también cambiaron sus religiones. Finalmente, del sistema primigenio de creencias arias surgieron los cultos védicos y del zoroastrismo en los que los dioses ancestrales arios engendraron panteones diversos.
Entre los estudiosos se utiliza el término en la actualidad únicamente para identificar la protocultura de la cual surgieron las creencias védicas y zoroastristas. En lingüística, las lenguas indoarias son las que derivan del sánscrito. No obstante, el supremacismo blanco suele seguir empleando el término de ario como una designación racial.

## Usos del concepto

### Usos imperialistas, nacionalistas y nacionalsocialistas del término
La teoría de los orígenes arios en las estepas rusas no era la única que circulaba en el siglo XIX. Estudiosos alemanes sostenían que los arios europeos tuvieron su origen en la antigua Alemania o en Escandinavia al pasar los arios originales por los Urales dirección a Europa, o al menos, que era en esos países donde la raza aria original se había conservado. Era una creencia generalizada que los arios védicos (ver Veddas) eran étnicamente similares a los godos, vándalos y otros pueblos germánicos antiguos de la Völkerwanderung (emigración de pueblos o periodo de las grandes migraciones). Esta idea iba a menudo entrelazada con creencias antisemitas. Se afirmaba que existían pueblos arios y semíticos diferenciados, basándose en suposiciones sobre la historia étnica y lingüística del mundo antiguo. Así, las poblaciones semíticas llegaron a ser vistas como presencias extrañas dentro de las sociedades arias. En esta época estuvo muy difundida en Europa la obra de Arthur de Gobineau.
En la India bajo el Imperio británico, los gobernantes también se sirvieron de la idea de una raza aria distinta como forma de aliarse con el sistema de castas del país. Como muchos idiomas europeos modernos están emparentados con el sánscrito, los británicos añadieron esto para justificar su presencia en la India. Sostenían que los arios fueron pueblos de raza blanca que habían invadido la India en la antigüedad, sometiendo a los pueblos dravídicos nativos de piel oscura, que fueron empujados hacia el sur. También trataron de dividir a la sociedad afirmando que los arios se habían establecido a sí mismos como las castas dominantes, que tradicionalmente eran los estudiosos de las sofisticadas escrituras védicas de la fe hinduista. La discusión sobre las razas aria o dravídica sigue viva en la India hasta el día de hoy, afectando al debate religioso y político. Algunos grupos dravídicos, en especial los tamiles, sostienen que la adoración de Shivá es una religión dravídica en sí misma, distinguible del hinduismo brahmánico. Por otra parte, el movimiento nacionalista indio Hindutva afirma que la migración o conquista arias nunca sucedieron, ya que el vedismo habría surgido de la civilización del Indo, que se supone anterior a los presuntos arios de la India.
Estas discusiones condujeron, asimismo, al movimiento teosófico fundado por Helena Blavatsky y Henry Olcott a finales del siglo XIX. Se trataba de una cierta, y temprana, filosofía Nueva era inspirada en la cultura india y especialmente en el movimiento hindú de reforma Arya Samaj fundado por Swami Dayananda. Los teósofos utilizan la palabra ario para referirse a la actual civilización humana. No obstante, otros ocultistas como Guido von List (y sus seguidores como Lanz von Liebenfels) abrazaron más tarde estas ideas uniéndolas a un credo nacionalista y redefiniendo ario como sinónimo de indoeuropeo.
Estas y otras ideas fraguaron el uso nazi del término raza aria para nombrar lo que ellos concebían como una «raza de señores» de orígenes noreuropeos y asiáticos.

### La raza aria y la genética
Ciertos antropólogos creen que, de haber existido un antiguo pueblo ario, sus representantes más cercanos serían los pueblos indoeuropeos que por esa época vivían cerca de lo que hoy es Persia, Afganistán, Kurdistán y no únicamente los grupos germánicos.
Las modernas hipótesis pseudocientíficas sobre los arios se remontan a los atlantes, hiperbóreos y lémures, los cuales habrían pasado sus conocimientos a diez principales subculturas, tales como la europea, hindú, persa, etc. Incluso está documentado en películas y fotografías que el Tercer Reich envió una expedición científica al Tíbet para rastrear los orígenes de la raza aria.[cita requerida]

### Usos esotéricos
Diferentes grupos esotéricos han utilizado el término ario aunque usualmente con un sentido diferente al racial. La Sociedad Teosófica menciona a los arios pero en referencia a la actual especie humana que puebla la Tierra, precedida, por ejemplo, por la raza atlante, raza lemuriana, etc.
Si bien diferentes grupos ocultistas, además de la Sociedad Teosófica, emplean el término ario como sinónimo de la actual especie humana (ejemplo, la antroposofía y ciertos grupos gnósticos), otros grupos ocultistas sí lo utilizan en referencia racial e imaginan que la raza aria es la raza más pura (y la vinculan con los escandinavos y los tibetanos), descendiente de los atlantes e hiperbóreos, y desarrollan el mito de Tule, Hiperbórea y la Atlántida en un sentido esotérico-racial, considerando a los judíos los seguidores de las fuerzas del Hell (luz, claridad, en alemán). Ejemplos de grupos con estos sentidos son la ariosofía y el ocultismo nazi.

## Etimología
El significado del vocablo «ario» puede encontrarse mediante el análisis lingüístico y comprenderse desde el punto de vista de la inmigración de los «arios» (la mezcla de pueblos asiáticos (alrededor de la India) y europeos, formando la raza aria original). La marca de nominativo singular *-os del indoeuropeo se transforma en –as en el indoiranio, el báltico y el protogermánico. Por otra parte, el indoiranio sufre frecuente rotacismo de L original (es decir, sonido de L transformado en R); ejemplos: 
a) sol (del indoeuropeo *sawelios): germánico *sōwilō, gótico sauil, lituano saule, nórdico sól, latín sol, irlandés solas («luz», irlandés antiguo solus), eslavo solnce, griego helios, bretón heol, galés haul (el germánico occidental –inglés sun, alemán Sonne, neerlandés zon- procede de la nasalización de la L original); sánscrito suras
b) lobo (del indoeuropeo *wlkwos): lituano vilkas, eslavón vlìkù, ruso volk, germánico *wulfaz, gótico wulfs, griego lykos, latín lupus; sánscrito vrikas
Aplicando este conocimiento a la palabra sánscrita aryas, tenemos *alyos. De ser ésta una palabra protoindoeuropea, habría dado en latín arcaico *alios y en latín clásico alius; en griego arcaico *alios y en griego clásico állos (en griego LJ + vocal = LL + vocal). Ambas palabras existen en latín y griego y significan lo mismo: «otro, distinto». Esto concuerda con la diferenciación étnica entre los indoeuropeos venidos a Asia y los habitantes autóctonos; en cuanto se produjo el mestizaje entre unos y otros, el significado de la palabra aryas perdió su razón de ser, adquiriendo el de «noble» en la India (aryas), «amigo, fiel» en Irán (airyas) y aparentemente con sentido etnonímico entre los hablantes de tocario A (ārśi). 
Según Max Müller (Mitología Comparada, Edicomunicacion, 1996, ISBN 9788476727478) se denominaban arios los individuos de las tres castas superiores de la India, lo que implicaría el posible establecimiento original de una aristocracia racial indoeuropea, o bien ya con algún grado de mestizaje, en desmedro de los pueblos drávidas autóctonos.
Lista de cognados:
sánscrito: aryas (noble), plural aryās (< *alyōs) (plural tardío aryasas)
antiguo persa: aryas (amigo, fiel), avéstico airyas; airyō (otro), aryas (fuera); Airyana Vaego, Airyana Waejo (la patria original de los arios, Aryan Expanse en inglés), moderno Eranvaj.
oseta: Ir (Osetia), iron (oseta)
protogermánico: *aljaz
gótico: aljis (otro) (aljis < *aljs < *aljas < *aljos; pérdida regular de -a- de la terminación de nominativo, como en wulfs, de *wulfaz), plural aljōs
antiguo irlandés: aile, moderno eile (otro)
galés: aill, all, moderno arall (otro)
armenio: ayl (otro)
latín: alius (otro, distinto), alter (otro de lo mismo), aliās (de otro modo), alienus (ajeno, extranjero), aliō (hacia otra parte)
inglés: else (otro; de otro modo) < anglosajón elles
sueco: eljest (de otro modo, sino)
germánico: *anther (otro) (gótico anthar, alemán ander, inglés other < *andher) por nasalización de L original

## Autoetnónimo
Careciendo los protoindoeuropeos de escritura (y que fuese interpretable hoy en día), es imposible saber qué nombre se daban a sí mismos antes o poco después de dividirse en diferentes familias. En los idiomas primitivos, los autoetnónimos suelen significar «gente, personas», y verosímilmente sería este el caso del pueblo que nos ocupa, en cuyo idioma existía la raíz reconstruida *teutéhₐ- o teutéh2-, que precisamente tiene ese significado, dando origen a los siguientes cognados:
Lituano tautà (pueblo, nación); germánico *þeudō (pueblo), gótico þjuda, anglosajón þēod (con su adjetivo þēodisc, «del pueblo», antiguo alto alemán diutisc -latinizado theodiscus, theudiscus, theotiscus, thiudiscus-, origen del actual vocablo deutsch); el etnónimo de origen latino Teuto (plural Teutones); el dios galo Teutates o Tutatis (antecesor de los hombres, llamado significativamente «dios del pueblo»); osco touto (comunidad; touticom = latín publicum); irlandés túath (tribu), túat (hombre común)
Así, en vez del impreciso «arios» o el largo y técnico «indoeuropeos», podría postularse el uso de «los teutas», con un correspondiente adjetivo «téutico», así como la denominación «lengua teuta» para el protoindoeuropeo y «lengua téutica» para todas las lenguas derivadas (lenguas indoeuropeas).

### Lecturas recomendadas
- Vyacheslav V. Ivanov and Thomas Gamkrelidze, The Early History of Indo-European Languages, Scientific American, vol. 262, N3, 110116, March, 1990
- A. Kammenhuber, «Aryans in the Near East», Haidelberg, 1968
- Arvidsson, Stefan (2006), Aryan Idols: Indo-European Mythology as Ideology and Science, translated by Sonia Wichmann, Chicago and London: The University of Chicago Press.
- Poliakov, Leon (1974). The Aryan Myth: A History of Racist and Nationalistic Ideas In Europe. Translation of Le mythe aryen, 1971.